# Lijst van werken van Thérèse Schwartze
Deze lijst geeft een overzicht van schilderijen van Thérèse Schwartze, de 19e-eeuwse schilder. De meeste zijn portretten, maar er staan ook genrestukken op haar naam.
| Afbeelding | Titel | Datering  | Formaat             | Eigendom, tentoonstelling                  | Locatie        |
| ---------- | --- | --------- | ------------------- | ------------------------------------------ | -------------- |
|            | Portret van Koningin Emma met prinses Wilhelmina                                                                                 | 1881      | 146 × 98 cm         | Collectie Huis Oranje-Nassau               | Paleis Het Loo |
|            | Portret van Catharina Josephina den Tex-Biben (1858-1889)                                                                        | 1882      | 142 × 89 cm         | Amsterdam Museum                           | Amsterdam      |
|            | Portret van Henriette Helena den Tex Bondt-Biben (1863-1942) en haar kleindochter Henriette Helena De Marez Oyens (1908-1997)    | 1915      | 120 × 130 cm        | Privécollectie, Den Haag                   |                |
|            | Portret van Wally Moes | 1884      | 75 × 59 cm          | Singer Laren                               | Laren          |
|            | Un Regard | Ca. 1884  | 46 × 38 cm          | Privécollectie                             |                |
|            | Jonge Italiaanse vrouw met de hond Puck                                                                                          | Ca. 1884  | 144 × 103 cm        | Rijksmuseum                                | Amsterdam      |
|            | Portret van Aletta Anna Reiniera Ansingh                                                                                         | 1884      | 50 × 40 cm          | Privécollectie                             |                |
|            | Drie meisjes uit het Amsterdamse Burgerweeshuis                                                                                  | 1885      | 81,5 × 96 cm        | Rijksmuseum                                | Amsterdam      |
|            | Schooltijd | 1886      | 24 × 22,5 cm        | Privécollectie                             |                |
|            | Een vrouw met haar kinderen in een kerk                                                                                          | 1886      |                     | Montreal Museum of Fine Arts               | Montreal       |
|            | Arm toch rijk | 1887      | 160 × 110 cm        | Privécollectie                             |                |
|            | Portret van Johanna Eugenia Theodora Van Hoorn-Schouwenburg                                                                      | 1887      | 63 × 47,5 cm        | Amsterdam Museum                           | Amsterdam      |
|            | Portret van dr. P.J.H. Cuypers (1827-1921)                                                                                       | 1887      | 120 × 95 cm         | Rijksmuseum                                | Amsterdam      |
|            | Portret van prinses Wilhelmina                                                                                                   | 1888      | 60 × 50 cm          | Collectie Huis Oranje-Nassau               |                |
|            | Zelfportret | 1888      | 129 × 88 cm         | Uffizi Galerie                             | Florence       |
|            | Vijf Amsterdamse wezen | 1888      |                     | Museum Boijmans Van Beuningen, Rotterdam   |                |
|            | Portret van Piet J. Joubert (1831-1900) commandant-generaal van de Zuid-Afrikaanse Republiek                                     | 1890      | 125 × 89 cm         | Rijksmuseum                                | Amsterdam      |
|            | Portret van Sophia Adriana de Bruijn (1816-1890)                                                                                 | 1890      |                     | Amsterdam Museum                           | Amsterdam      |
|            | Portret van Marie Henriette Dubourcq-Rochussen                                                                                   | 1891      | 73 × 55 cm          | Privécollectie                             |                |
|            | Portret van Amber | 1892      | 41 × 41 cm          | Privécollectie                             |                |
|            | Lutherse aanemelingen | 1894      | 185 × 274 cm        | Stedelijk Museum                           | Amsterdam      |
|            | Portret van Lizzy Ansingh | 1895      | 56 × 47 cm          | Stedelijk Museum                           | Amsterdam      |
|            | Portret van Abraham Carel Wertheim                                                                                               | 1896      | 103 × 83,5 cm       | Joods Historisch Museum                    | Amsterdam      |
|            | Portret van Koningin Wilhelmina                                                                                                  | 1898      | 202 × 136 cm        | Collectie Huis Oranje-Nassau               | Paleis Het Loo |
|            | Portret van Paul Joseph Constantin Gabriël (1828-1903). Schilder                                                                 | 1899      | 76 × 46 cm          | Rijksmuseum                                | Amsterdam      |
|            | Portret van Frederik Willem van Eeden                                                                                            | 1899      | 74 × 57 cm          | Teylers Museum                             | Haarlem        |
|            | Portret van Amelia Eliza van Leeuwen (1862-1923). Echtgenote van Christiaan Bernard Tilanus, chirurg en orthopedist te Amsterdam | 1900      | 73,5 × 59 cm        | Rijksmuseum                                | Amsterdam      |
|            | Portret van Lizzy Ansingh | 1900      | 60 × 48 cm          | Privécollectie                             |                |
|            | Portret van Maria Catharina Josephine Jordan (1866-1948). Echtgenote van de schilder George Hendrik Breitner                     | 1902-1908 | 106 × 78 cm         | Rijksmuseum                                | Amsterdam      |
|            | Portret van Lizzy Ansingh | 1902      | 78 × 62.0 cm        | Rijksmuseum                                | Amsterdam      |
|            | Bruidje | 1903      | 33 × 27 cm          | Noordbrabants Museum                       | Den Bosch      |
|            | Portret van Geradine Marguerite van Hardenbroek                                                                                  | 1903      | 63 × 50 cm          | Privécollectie                             |                |
|            | Portret van Max de Vries van Buuren                                                                                              | 1903      | 99 × 81 cm          | Joods Historisch Museum                    | Amsterdam      |
|            | Portret van Bertha Johanna Van Tienhoven                                                                                         | 1904      | 60,5 × 51,5 cm      | Privécollectie                             |                |
|            | Portret van Nelly Bodenheim | 1905      | 58 × 44 cm          | Privécollectie                             |                |
|            | Portret van Meinard Tijdeman | 1905      |                     | Flipje & Streekmuseum, Tiel                |                |
|            | Portret van Mw. A.G.M. van Ogtrop-Hanlo (1871-1944) en haar vijf kinderen                                                        | 1906      | 176 × 197 cm        | Centraal Museum                            | Utrecht        |
|            | Vrouw uit Córdoba | Ca. 1918  | 65 × 50 cm          | Privécollectie                             |                |
|            | Portret van Sorella (Therèse Ansingh)                                                                                            | 1906-1911 | 71 × 57 cm          | Privécollectie                             |                |
|            | Portret van Catharina Felicia Rosalia Cuypers                                                                                    | 1906-1918 |                     | Cuypershuis, Roermond                      |                |
|            | Portret van Lizzy Ansingh | 1909      | 107 × 80 cm         | Stedelijk Museum                           | Amsterdam      |
|            | Portret van Koningin Wilhelmina                                                                                                  | 1911      | 92 × 71 cm          | Collectie Arti et Amicitiae                | Amsterdam      |
|            | Portret van Richard van Wulfften Palthe 1907-1984                                                                                | 1912      | 49,5 cm in diameter | Privécollectie                             |                |
|            | Portret van dr. Salomon Benjamin Druif (1866-1928)                                                                               | 1912      | 55 × 80 cm          | Privécollectie                             |                |
|            | Portret van Anton Dreesmann | 1912      | 120 × 100 cm        | Collectie Vendex International             | Amsterdam      |
|            | Portret van Welmoet Wijnaendts Francken-Dyserinck                                                                                | 1914      | 80,5 × 64 cm        | Atria, instituut voor vrouwen geschiedenis | Amsterdam      |
|            | Portret van Koningin Wilhelmina, prins Hendrik en prinses Juliana in historisch tenue                                            | 1915      | 239 × 262 cm        | Collectie Huis Oranje-Nassau               |                |
|            | Mijne huisgenooten | 1915      | 190 × 230 cm        | Museum De Lakenhal                         | Leiden         |
|            | Portret van Frederik Daniël Otto Obreen (1840-96). Hoofddirecteur van het Rijksmuseum, Amsterdam                                 | 1915      | 87 × 80 cm          | Rijksmuseum                                | Amsterdam      |
|            | De zes dochters Boissevain | 1916      | 130,5 × 146 cm      | Amsterdam Museum                           | Amsterdam      |
|            | Zelfportret | 1917      | 55 × 47 cm          | Rijksmuseum                                | Amsterdam      |
|            | Portret van Hugo de Vries (1848-1935)                                                                                            | 1918      | 109,5 × 130,5 cm    | UVA Library                                | Amsterdam      |